# Gibbon (Minnesota)
Gibbon – miasto w Stanach Zjednoczonych, w stanie Minnesota, w hrabstwie Sibley.